# Circondario di Ozieri
Il circondario di Ozieri era uno dei circondari in cui era suddivisa la provincia di Sassari.

## Storia
In seguito all'annessione della Lombardia al Regno di Sardegna (1859) fu emanato il decreto Rattazzi, che riorganizzava la struttura amministrativa del Regno, suddiviso in province, a loro volta suddivise in circondari e mandamenti. Il circondario di Ozieri fu creato come suddivisione della provincia di Sassari.
Il circondario di Ozieri fu abolito, come tutti i circondari italiani, nel 1927, nell'ambito della riorganizzazione della struttura statale voluta dal regime fascista.

## Suddivisione
Nel 1863, la composizione del circondario era la seguente:
- mandamento I di Benetutti
  - comuni di Anela; Benetutti; Bultei; Nule
- mandamento II di Bono
  - comuni di Bono; Botidda; Burgos; Esporlatu; Illorai
- mandamento III di Mores
  - comuni di Ardara; Itireddu; Mores
- mandamento IV di Oschiri
  - comuni di Berchidda; Monti; Oschiri; Tula
- mandamento V di Ozieri
  - comuni di Nughedu di San Nicolò; Ozieri
- mandamento VI di Pattada
  - comuni di Alà; Bantine; Buddusò; Pattada